# 指輪をはめたい
『指輪をはめたい』（ゆびわをはめたい）は、伊藤たかみによる日本の小説およびそれを原作とする2011年公開の日本映画。

## 概要
2003年、文藝春秋からソフトカバーの単行本（ISBN 4163222901）が刊行された。その後2006年には同社から文春文庫版（ISBN 4167717107）も刊行されている。

## あらすじ
29歳の独身サラリーマン・片山輝彦は、ある日、スケートリンクで転んで頭を打って気を失う。気がつくとそれまでの数時間の記憶をすっかりなくしていた。プロポーズするつもりで給料三ヶ月分の婚約指輪を買ったこと、そして自分が3人の女性を相手に三股をかけていたことは覚えていたが、その3人の誰に婚約指輪を渡すはずだったのか思い出せない。プロポーズ相手を思い出そうと、彼は改めて彼女たちそれぞれとデートをしてみるが、結局3人それぞれの魅力を確認しただけだった。
実は輝彦には30歳までに結婚したい理由があった。2年ほど前、学生時代からの付き合いで同棲までしていた恋人・絵美里に「子供過ぎる」という理由である日突然捨てられ、その傷を癒すために30歳までに彼女よりいい女と結婚して幸せになってやろうと決心していたのだ。
混乱する輝彦は記憶を失ったスケートリンクにふらふらと足を運ぶ。そこで彼はどこかで会ったことがあるような気がする少女エミと出会う。

## 登場人物
片山輝彦
雑誌編集者。もうじき30歳。要領よく三股交際をこなしている。
住友智恵
輝彦の同僚で、4歳下のゲーマー（フリーク）。
潮崎めぐみ
24歳のふっくらした容姿のOL。
鈴木和歌子
輝彦の大学時代の同級生で普通のOL。
エミ
輝彦が記憶をなくしたスケートリンクで出会った少女。押し掛ける形で強引に輝彦の部屋で「同居」するようになる。
絵美里
輝彦がかつて同棲までしていた恋人。2年ほど前に突然輝彦を捨てた。

## 映画
2011年11月19日全国26館で公開。岩田ユキ監督、ギャガ/キノフィルムズ共同配給。
原作を大胆にアレンジしており、メインの登場人物の名前とストーリーの基本設定以外はほとんど別のものになっている。また、原作との違いについて監督・脚本の岩田ユキは「原作はコミカルな設定ながらも、クールな男性を描いた作品ですが、私がモテない目線でアンサーを返しました」としている。

### 登場人物
- 片山輝彦(29) - 山田孝之： 置き薬の「赤富士薬品」の実直な営業マン。営業成績はトップ。
- 住友智恵(32) - 小西真奈美： 輝彦の会社の先輩。東大医学部卒で頭痛・生理痛薬研究室の若きリーダー。クールでよく気の付く完璧な才女。
- 潮崎めぐみ(27) - 真木よう子： 輝彦の営業先「メルヘン風俗モンデルセン」の人気No.5風俗嬢。巨乳でサバサバした性格。
- 鈴木和歌子(29) - 池脇千鶴： 公園で人形劇屋台をしている古風な女性。生傷が絶えないことから輝彦の会社の薬のヘビーユーザーに。
- エミ(19) - 二階堂ふみ： 輝彦が記憶を失ったスケートリンクにいつもいる女の子。成り行きで輝彦の相談相手になる。
- 紺部豊 - 山内健司（かまいたち）： 輝彦の同僚。仕事はできないが結婚できた。
- 渋沢柿生 - 佐藤貴広： 智恵の研究助手。智恵に憧れている。
- 赤富士薬品社長 - マギー司郎
- 鴨川 - 水森亜土： 健忘の仕組みを図解するのが得意な医師。患者の話は聞かない。
- 鷹田 - 杉山彦々： 脳のCTスキャン画像をこよなく愛する医師。患者の話は聞かない。
- 巣鴨 - 前野朋哉
- 小野ゆり子、松澤仁晶、佐久間麻由、天彩音のん、青山草太、辰巳智秋、山本裕子　ほか

### スタッフ
- 監督・脚本：岩田ユキ
- 原作：『指輪をはめたい』伊藤たかみ（文春文庫刊）
- 音楽：加羽沢美濃

オーケストレーション：宮野幸子
- 衣裳デザイン：伊藤佐智子
- スケート監修：村主千香
- 撮影：翁長周平
- 美術：井上心平
- 照明：柴田亮
- 録音：小宮元
- 装飾：渡辺大智
- 編集：稲川実希
- 音響効果：シネマサウンドワークス（渋谷圭介）
- 制作担当：赤間俊秀
- 助監督：本間利幸
- ロケ協力：川崎市、かわさきムーブアート応援隊、わたらせフィルムコミッション、高崎フィルム・コミッション　ほか
- 協力：日本スケート連盟
- スタジオ：東映東京撮影所
- ラボ：東映ラボ・テック
- 企画協力：文藝春秋
- 特別協賛：STAR JEWELRY
- 製作総指揮：木下直哉
- プロデューサー：武部由実子、平林勉
- 企画・製作：キノフィルムズ
- 配給：ギャガ/キノフィルムズ

### 挿入曲

#### オリジナル楽曲
- 主題歌『My Daisy Girl』

作詞：岩田ユキ、胡麻本りさ
英語詞：Lisa
作曲：加羽沢美濃
歌：MARIA EVA
- 『真夜中の童話』

作詞：岩田ユキ
作曲：加羽沢美濃
歌：ヴォイスフィールドロマンチカ
- 『赤富士たいそう』

作曲：加羽沢美濃
振付：赤富士スポーツクラブ

#### 劇中使用曲
- 交響曲第9番ホ短調作品95『新世界より』第4楽章

作曲：アントニン・ドヴォルザーク

### エピソード
2011年1月に、山田孝之主演で2010年11月下旬にクランクイン、12月下旬にクランクアップし、2011年中に公開されることが発表された。
第24回東京国際映画祭（2011年10月22日 - 30日）の特別招待作品に選ばれた。
メインキャスト4人の起用理由について監督・脚本の岩田ユキは「この人の演技を客として見て感動したことがあるかどうか。三股かけていた男が、記憶を失って恋人を探すという漫画チックな設定ですが、主人公の抱えている痛みとか必死さを人間らしく表現できる人を選びました」と語っている。
一般公開に先立ち、2011年11月12日の16:55〜17:15にテレビ東京にて『きっと結婚したくなる最新恋愛映画、お見せします!』と題した宣伝番組が放送された。同番組では他に松竹映画『RAILWAYS 愛を伝えられない大人たちへ』が紹介された。
エミ役の二階堂ふみはフィギュアスケートは初心者だったが、撮影前の半年前に練習を開始し３ヶ月前からはほぼ毎日練習して、撮影には代役無しで滑るシーンが撮影された。

### DVD/ブルーレイ
2012年3月21日にポニーキャニオンより発売された。

#### DVD
- 本編DISC
  - 本編 約108分
  - 映像特典  約3分
    - 劇場予告編（1分45秒）
    - 特報（35秒）
    - TVスポット（15秒）
- 特典DISC
  - 本編 約62分
    - キャスト・インタビュー付メイキング映像（約49分）
    - 赤富士薬品の「赤富士たいそう」（約1分30秒）
    - PV モンデルセンの歌「真夜中の童話」（約3分）
    - 初日舞台挨拶 - 2011.11.19（約9分）

#### ブルーレイ
- 本編DISC
  - 本編 約108分
  - 映像特典  約3分
    - 劇場予告編（1分45秒）
    - 特報（35秒）
    - TVスポット（15秒）